# 希馬尼
希馬尼（西班牙語：Jimaní）是中美洲國家多明尼加共和國的城市，也是獨立省的首府，位於該國西南部，距離首都聖多明哥280公里，面積458平方公里，海拔高度31米，主要經濟活動有農業和商業，2012年人口13,992。
18°29′N 71°51′W / 18.483°N 71.850°W